# 阚义成
闞义成（？—478年），為古代高昌國的君主，闞氏高昌第二代君主，他於477年至478年在位。477年，其父闞伯周去世，阚义成即位。次年，其兄阚首归杀害阚义成，自立为王。